# 岩瀬大江進
岩瀬 大江進（いわせ おおえのしん、文政元年9月15日（1818年10月14日） - 慶応4年6月10日（1868年7月29日））は、相模国小田原藩大久保氏の幕末期の家老である。名は正敬。通称は別に鉄之助。

## 生涯
本家筋の岩瀬正暦の養子となって、嘉永6年（1853年）に家老となる。
幕末の小田原藩は佐幕派と尊皇派に別れて統率が取れず、最終的には新政府への恭順を決める。しかし、慶応4年（1868年）5月、請西藩主であった林忠崇らが小田原に入り、藩主・大久保忠礼らと交渉するが決裂。小田原藩は幕臣らが編成した遊撃隊を撃退したが、一時遊撃隊に便宜を与える。そのため、新政府軍の軍監であった鳥取藩士中井範五郎が殺害される事件が起きる。
新政府軍は激怒し、大江進は小田原藩と藩主の窮地を救うべく「殿様御謝罪万分之御一端ニも相成候はば、本懐至極、難有奉存候」と書き置きを残し、同年6月に切腹した。
数ヶ月後に家老であった渡辺了叟も大江進同様自害して、藩と藩主を救っている。
墓所は小田原市内浜町の誓願寺。戒名は勇乗院秋月円明居士。